# Johannes Launhardt
Johannes Launhardt (* 8. September 1929 in Birnbaum; † 31. Juli 2019) war ein deutscher Theologe. Er war von 2006 bis 2009 Bischof der Evangelisch-Lutherischen Kirche in Georgien.

## Werdegang
Als Kind wurde er mit seiner Familie aus Birnbaum vertrieben, den Schulabschluss an der Oberschule machte er in Lübeck 1948. Er studierte evangelische Theologie in Bethel, Hermannsburg, Birmingham und Hamburg.
Er arbeitete 27 Jahre in Addis Abeba unter anderem als Pastor der deutschsprachigen Kirchengemeinde in Addis Abeba, darüber hinaus auch als Bibelschullehrer und Schulleiter in diversen Einrichtungen in Äthiopien und als theologischer Lehrer und Finanzverwalter der Äthiopisch-Evangelischen Mekane-Yesus-Kirche. Er war schon im Ruhestand und wurde dann ehrenamtlicher Pastor in Baschkirien, dann Propst der ELKRAS von Moskau und Zentralrussland. Am 14. November 2006 wurde er zum Bischof der Evangelisch-Lutherischen Kirche in Georgien gewählt. Sein Nachfolger als Bischof in Georgien wurde für wenige Monate Heinrich Scheffer, dann Hans-Joachim Kiderlen.
Launhardt heiratete 1956 Christa Tuttas, der Ehe entstammen drei Töchter.

## Auszeichnungen
- 1975 Bundesverdienstkreuz am Bande für soziales Engagement in Äthiopien, für ein Straßenkinder-Projekt
- 1991 das Bundesverdienstkreuz 1. Klasse, für Engagement in der Hungerhilfe und für politische Gefangene.
- 2014 Kulturpreis für verdiente Mitarbeiter und Kulturschaffende aus dem Raum von Weichsel-Warthe der Landsmannschaft Weichsel-Warthe.[2]

## Werke
- Guide to learning the Oromo (Galla) language, Addis Ababa, Central Print. Press, 1973
- Ato Emmanuel Abraham. Christuszeuge in Äthiopien (Erlanger Hefte aus der Weltmission). Verlag der Ev.-Lutherischen Mission, 1980.
- Uns erschrecken die Trommeln nicht mehr. Stadtrandgemeinde in Addis Abeba, 1982.
- Aussaat bei Dürre. Äthiopien: Hungerkatastrophe. Rechenschaft/Herausforderung von Johannes Launhardt von Erlangen: Verlag der Ev.-Luth. Mission, 1988
- Evangelicals in Addis Ababa (1919–1991), with Special Reference to the Ethiopian Evangelical Church Mekane Yesus and the Addis Ababa Synod; Studien zur Orientalischen Kirchengeschichte. Lit Verlag, Münster 2004, ISBN 3-8258-7791-4 (zugl. Dissertationsschrift Universität Hamburg).